# 무지개왕부리새
무지개왕부리새(Rainbow-billed toucan)는 왕부리새과에 속하는 다채로운 라틴아메리카 종이며, 벨리즈의 국조이다. 이 종은 멕시코 남부에서 에콰도르까지의 열대 정글에서 발견된다. 이 종은 과일, 씨앗, 곤충, 무척추동물, 도마뱀, 뱀, 작은 새와 그 알을 먹는 잡식성 숲에 사는 새이다.

## 묘사
부리를 포함하여 무지개왕부리새는 길이가 약 42cm에서 55cm까지 다양하다. 크고 화려한 부리의 평균 길이는 약 12~15cm로, 길이의 약 3분의 1이다. 일반적으로 무게는 약 380~500g이다. 부리는 크고 번거로워 보이지만 사실 매우 가볍고 단단한 단백질인 케라틴으로 덮인 해면 모양의 속이 빈 뼈이다.
무지개왕부리새의 깃털은 주로 검은색이며 목과 가슴은 노란색이다. 탈피는 일 년에 한 번 일어난다. 털갈이는 파란 발과 꼬리 끝에 빨간 깃털이 있다. 부리는 주로 녹색이며 끝은 빨간색이고 측면은 주황색이다.
무지개왕부리새는 발가락 2와 3이 앞을 향하고 발가락 1과 4가 뒤를 향하는 가락붙음증 발 (또는 발가락 2와 3이 앞을 향하고 발가락 1과 4가 뒤를 향하는 발)을 가지고 있다. 두 발가락은 앞을 향하고 두 발가락은 뒤를 향한다. 무지개왕부리새는 나무에서 많은 시간을 보내기 때문에 새들이 나뭇가지에 앉아 한 가지에서 다른 가지로 뛰어오를 수 있다.

## 분포 및 서식지
무지개왕부리새는 남부 멕시코에서 베네수엘라와 콜롬비아까지 서식할 수 있다. 열대, 아열대, 저지대 열대 우림의 임관층, 해발 1,900m까지 서식한다. 나무의 구멍에 둥지를 틀고, 종종 다른 여러 왕부리새와 함께 둥지를 틀기도 한다. 이는 매우 비좁을 수 있기 때문에 새들은 잠자는 동안 체온을 정상 수준으로 유지하기 위해 꼬리와 부리를 몸 아래로 집어넣다. 공간 부족으로 인해 구멍의 바닥은 종종 왕부리새가 먹은 과일의 구덩이로 덮여 있다.

## 행동생태학
많은 왕부리새와 마찬가지로 무지개왕부리새도 매우 사회적인 새로, 혼자서는 거의 볼 수 없다. 그들은 약 6~12마리의 작은 무리를 지어 저지대 열대 우림을 날아다닌다. 그들의 비행은 느리고 기복이 있으며, 빠른 날개 박동 (6~10마리)으로 구성되어 있으며, 새의 부리가 앞으로 뻗어 아래로 떨어지는 활공이 나머지 새를 끌어당기는 것처럼 보인다. 그들의 발은 비행 중에 앞으로 당겨져 있다. 비행 거리는 일반적으로 짧다. 그들은 무리를 지어 생활하며, 종종 나무에 있는 좁은 생활 구역의 구멍을 공유한다. 무리 내에는 가족 구조가 있다. 새들은 종종 부리를 사용하여 서로 "결투"하고, 과일을 서로의 입에 던진다. 그들은 "공놀이"를 하며, 하나는 과일을 공중에 던지고, 다른 하나는 그것을 붙잡는다.

### 번식
암컷 무지개왕부리새는 자연 또는 이미 만들어진 나무 공동에 1~4개의 흰 알을 낳는다. 수컷과 암컷이 번갈아 가며 알을 낳는다. 알은 산란 후 약 15~20일 동안 부화한다. 부화 후, 수컷과 암컷이 번갈아 가며 병아리에게 먹이를 준다. 병아리가 부화하면 깃털이 없고 약 3주 동안 눈을 감는다. 병아리는 구덩이로 덮인 둥지 바닥을 보조하는 발뒤꿈치 패드가 적절하게 형성되어 있다. 병아리는 부리가 완전히 발달하여 둥지에서 도망칠 준비가 된 상태에서 약 8~9주 동안 둥지에 머무른다.

### 사냥 및 먹이
무지개왕부리새의 식단은 대부분 다양한 과일로 구성되어 있지만 곤충, 알, 도마뱀 등도 포함될 수 있다. 놀랍게도 손재주가 있는 이 법안은 이 왕부리새가 다른 방법으로는 도달할 수 없는 다양한 과일을 활용할 수 있게 해준다. 과일을 먹을 때는 법안을 사용하여 과일을 해부한 다음 고개를 뒤로 던져 과일을 통째로 삼킨다.